# جوش بيكيت
جوش بيكيت (بالإنجليزية: Josh Beckett) هو لاعب كرة قاعدة أمريكي، ولد في 15 مايو 1980 في سبرينغ في الولايات المتحدة.

## وصلات خارجية
- جوش بيكيت على موقع دوري كرة القاعدة الرئيسي (الإنجليزية)
- جوش بيكيت على موقعبيزبول رفرنس.كوم (الدوري الرئيسي) (الإنجليزية)
- جوش بيكيت على موقعبيزبول رفرنس.كوم (الدوري الثانوي) (الإنجليزية)
- جوش بيكيت على موقع إي إس بي إن.كوم (أم.أل.بي) (الإنجليزية)
- جوش بيكيت على موقع مشجعي الرسوم البيانية (الإنجليزية)
- جوش بيكيت على موقع الموسوعة البريطانية (الإنجليزية)
- جوش بيكيت على موقع إن إن دي بي (الإنجليزية)